# Passi City
Passi (offiziell: City of Passi; Filipino: Lungsod ng Passi; Hiligaynon: Ciudad sang Passi) ist eine Stadt in der Provinz Iloilo auf der philippinischen Insel Panay. Die Stadt ist flächenmäßig die größte Stadt der Provinz mit einer Landfläche von 251,140 km², was ungefähr 5,39 % der Gesamtfläche der Provinz ausmacht. Sie liegt an den Flüssen Jaluar und Lamunan. Bekannt ist die Stadt als Zentrum für die Produktion von agrarischen Erzeugnissen in der Region.

## Geschichte
Passi City gehört zu den ältesten spanischen Siedlungen in der Provinz. Im Jahr 1584 gegründet, wurde die Stadtgemeinde bereits in 1766 zum pueblo ernannt und bestand aus den Dörfern: Buayahon, Alihid-on, Lab-on, Bato-bato, Bahi, Lupa und Nalpa. Der Ort wurde jedoch lange vor der Ankunft der spanischen Kolonialherrscher von malaiischen Migranten besiedelt. Die ursprünglichen Einwohner wurden als Tinguies de Passi bezeichnet, wegen der hohen Anzahl von Negritos und Nichtchristen im Ort.

## Kultur
Kinaray-a ist die häufigst gesprochene Sprache. Hiligaynon, Tagalog und Englisch werden auch weitgehend verstanden.
Jährlich wird das Pintados de Pasi Festival am 14. März in der Stadt gefeiert. Etliche Körper- und Tierbemalungen werden ausgeführt sowie ein Schönheitswettbewerb und Tanzvorstellungen veranstaltet. Schutzpatron der Stadt ist San Guillermo.
Besondere Sehenswürdigkeiten in der Stadt ist die alte Church of St. William aus der Barockzeit, die Chameleon Butterfly Farm, das historische Mascuvado Chimney, die Amorotic Caves von Brgy. Magdungao und die weiten Ananasplantagen.

## Wirtschaft
Zuckerrohr, Reis, Ananas und einheimische Textilien sind die bedeutendsten Erzeugnisse der Wirtschaft in Passi City.

## Politik
Passi City wird politisch in 51 Barangays unterteilt.
| - Agdahon - Agdayao - Aglalana - Agtabo - Agtambo - Alimono - Arac - Ayuyan - Bacuranan - Bagacay - Batu - Bayan - Bitaogan - Buenavista - Buyo - Cabunga - Cadilang | - Cairohan - Dalicanan - Gemat-y - Gemumua-agahon - Gegachac - Gines Viejo - Imbang Grande - Jaguimitan - Libo-o - Maasin - Magdungao - Malag-it Grande - Malag-it Pequeño - Mambiranan Grande - Mambiranan Pequeño - Man-it - Mantulang | - Mulapula - Nueva Union - Pangi - Pagaypay - Poblacion Ilawod - Poblacion Ilaya - Punong - Quinagaringan Grande - Quinagaringan Pequeño - Sablogon - Salngan - Santo Tomas - Sarapan - Tagubong - Talongonan - Tubod - Tuburan |